# Santa María de Dumarán
Santa María es un barrio rural   del municipio filipino de tercera categoría de Dumarán perteneciente a la provincia  de Paragua en Mimaro,  Región IV-B.
En 2007 Santa María contaba con 712 residentes.

## Geografía
La sede del municipio de Dumarán se encuentra situada en isla del mismo nombre, mientras que su término queda repartido entre esta isla, ocupando la parte suroeste de la isla y separado por el canal de Dumarán la de La Paragua, considerada continental.
Linda al noroeste con el municipio de Araceli, nordeste de la isla; al norte con la bahía de Bentouán; al sur y al este con el Mar de Joló.
La parte continental linda al suroeste con el municipio de  Roxas; y al noroeste con el municipio de Taytay.
El barrio continental de Santa María se encuentra situado en interior ocupando una posición central de esta parte de municipio situado en la isla de La Paragua.
Linda al norte y al oeste con el barrio de Itangil; al sur con el barrio de Capayas, en la costa del mar de Joló, bahía de Ilián; y al este con el barrio de Danleg en la bahía de Denad.

### Demografía
El barrio  de Santa María contaba  en mayo de 2010 con una población de 842 habitantes.

## Historia
La misión de Dumarán formaba parte de la provincia española de  Calamianes, una de las 35 del archipiélago Filipino, en la parte llamada de Visayas. Pertenecía a la audiencia territorial  y Capitanía General de Filipinas, y en lo espiritual a la diócesis de Cebú.